# Козлов, Владимир Яковлевич
Влади́мир Я́ковлевич Козло́в (15 [28] июня 1914, Москва — 5 марта 2007, Москва) — российский советский математик, специалист в области криптографии, генерал-майор, член-корреспондент РАН, действительный член Академии криптографии Российской Федерации.

## Биография
После окончания школы в 1932 г. поступил на механико-математический факультет Московского государственного университета им. М. В. Ломоносова и после его окончания в 1937 г. — в аспирантуру.
По окончании аспирантуры В. Я. Козлов с 1940 по 1951 г. работал в Военной Академии бронетанковых и механизированных войск Советской Армии, доктор наук (1951).
В 1951—1987 годах служил в воинской части 43753 (генерал-майор, специальная служба органов ГБ). Одновремеменно, с 1952 года — профессор механико-математического факультета МГУ.
Похоронен в Москве на Ваганьковском кладбище.

## Научная деятельность
Областями научных интересов В.Я. Козлова были теория функций действительного переменного и функциональный анализ. Широкую известность принесли ему работы по  ортогональным системам функций и операторам в гильбертовом пространстве.
В 1953 году начал крупную научную работу, связанную с математическим анализом качества изготовления криптографических ключей.
Эта работа сыграла большую роль по криптографической защите правительственной и военной связи.
Ранее по указу Берии Л. П. шифровальное оборудование покупалось в США и Германии. В СССР до 1941 года шифровальная техника была на низком уровне, что позволяло немецким военным быстро дешифровывать и читать секретные сообщения военных в Советской армии.